# 湖州南浔站
湖州南浔站是位于中华人民共和国浙江省湖州市南浔区南浔镇境内火车站点。车站位于湖浔大道南侧，浔练公路西侧，距离南浔古镇景区6千米，2024年12月26日随沪苏湖高铁開通启用。未来水乡旅游线亦经过此站。

## 车站结构

### 站房
湖州南浔站站房总建筑面积14995平方米，以“泛舟水乡、古镇新韵”为设计理念，将南浔古镇景点小莲庄的荷叶意象融入车站设计中，站内装修则纳入湖笔和江南古镇白壁灰檐的元素。
- 进站大厅
- 候车室
- 检票口
- 车站站台

### 站场
湖州南浔站设计规模2台5线，含正线2条，到发线3条，侧式、岛式站台各一座。
| 北↑ |      |                                               |  |
|     | 侧式 |                                               |  |
|     | 1    | 到发线                                        |  |
|     |      | （湖州东站）沪苏湖高速铁路 上行正线（盛泽站） |  |
|     |      | （湖州东站）沪苏湖高速铁路 下行正线（盛泽站） |  |
|     | 2    | 到发线                                        |  |
|     | 岛式 |                                               |  |
|     | 3    | 到发线                                        |  |
| 南↓ |      |                                               |  |